# Felix Sater
Felix Henry Sater, geboren als Felix Mikhailovich Sheferovsky (Moskou, 2 maart 1966), is een Russisch-Amerikaanse vastgoedondernemer, projectontwikkelaar en voormalige CEO van de Bayrock Group LLC, een vastgoedconglomeraat, gevestigd in New York.
Sater was adviseur voor veel maatschappijen, waaronder The Trump Organization, Rixos Hotels en Resorts, Sembol Construction, Potok (voorheen de Mirax Group) en TxOil.
In 1998 erkende Sater tegenover Justitie medeplichtigheid aan een zwendel in aandelen ten bedrage van $40 miljoen, georkestreerd door de Russische maffia. In ruil voor ontslag van rechtsvervolging, stemde hij ermee in om informant van de FBI en federale vervolgers van de georganiseerde misdaad te worden. In juli 2017 werd bekend dat Sater had ingestemd om mee te werken aan justitieel onderzoek naar internationale netwerken die zich bezig houden met het witwassen van criminele geldsommen.

## Afkomst
Sater werd geboren in Moskou in een Russisch Joods gezin, als de zoon of Mikhail Sheferovsky en Rachel Sheferovskaya. Hij heeft een zuster, Regina. Om religieuze vervolging in de Sovjet-Unie te ontwijken emigreerde het gezin naar Israël toen Felix acht jaar oud was en kwam aansluitend uiteindelijk in 1974 via Baltimore en Maryland in Brighton Beach, New York terecht. Felix en zijn zuster namen de achternaam Sater aan. 
Vader Mikhail Sheferovsky (ook bekend als Michael Sheferofsky) beweert dat de familienaam  Saterov is. Volgens de FBI was Mikhail Sheferovsky een onderbaas van het Russische Mafia-opperhoofd Semjon Mogilevitsj en veroordeeld voor het afpersen van geld van lokale restaurants, kruidenierswinkels en medische klinieken.

## Opleiding en carrière
Na studie aan de Pace University begint Sater als effectenhandelaar te werken op Wall Street. Enkele jaren later, stapt hij over naar het vastgoed en wordt hij senior adviseur voor diverse bedrijven en industrieën op de terreinen van vastgoed, gastvrijheid, investeringen en olie. Zo adviseert hij directeur Fettah Tamince van Rixos Otelleri, een Turks hotel- en resortbedrijf, sinds 2005. In 2007 steekt hij veel tijd in het adviseren van Sembol Constructies, een particulier bouwbedrijf in Istanboel.
In januari 2008 verbindt Sater zich aan het Russische vastgoedbedrijf Mirax Group als senior adviseur van Sergei Polonsky. Hij continueert dit gedurende het integratieproces van "Mirax" in de holding Potok in 2011. In 2009 wordt hij CEO van Global Habitat Solutions, een  bedrijfsconglomeraat voor huisvesting, energie en infrastructuur in New York. Sinds september 2011 is Sater een senior adviseur voor TxOil, een aardolie-bedrijf dat zijn basis heeft in Turkmenistan.

## Bayrock Group
Sater verbindt zich in 2003 met de Bayrock Group als senior adviseur van de eigenaar en oprichter van het bedrijf, wijlen Tevfik Arif. Als senior adviseur assisteert hij bij diverse projecten, waaronder de uitvoerende besluitvorming voor het Trump SoHo project. Hij is zowel CEO van de Bayrock Group als senior adviseur aan Donald Trump en The Trump Organization, als de bouw van het Trump SoHo-gebouw in 2006 begint. Hij speelt een hoofdrol tijdens het totale bouwproces van de 46 etages hoge wolkenkrabber aan 246 Spring Street in Soho, New York. Het pand biedt uiteindelijk een luxe hotelaccommodatie van 390 kamers en suites cum annex, en is een samenwerkingsproject van de investeerders The Trump Organization, Bayrock Group en de Amerikaans-Georgische miljardair Tamir Sapir.
Sater blijft ook na het voltooien van Trump SoHo fungeren als CEO van de Bayrock Group.

## Overige projecten
Sater is adviseur, investeerder, en ontwikkelaar geweest in opvallende vastgoedprojecten, waaronder het Trump International Hotel & Residence in Phoenix, Arizona, het Conrad Fort Lauderdale en Midtown in  Miami, Florida en Cornwall Terrace en 1Blackfriars in Londen.
Aanvullend op zijn vastgoedactiviteiten is hij ook zaken gaan doen op de terrein van liefdadigheid, investeringen, energie en kleinhandel.

## Trump - Rusland connectie
Eind januari 2017 ontmoet Sater de Oekraïense politicus Andrey Artemenko en Donald Trumps persoonlijke advocaat, Michael Cohen, in de Loews Regency in Manhattan om te overleggen over een plan om de sancties tegen Rusland op te heffen.
Het plan vereiste dat Russische strijdkrachten zich uit Oost-Oekraïne zouden terugtrekken en dat Oekraïne een referendum zou houden over de vraag of de Krim gedurende een termijn van 50 of 100 jaar aan Rusland geleased zou worden. Sater gaf Cohen een handgeschreven voorstel in een verzegelde enveloppe, die begin februari werd afgeleverd bij de toenmalige Nationale Veiligheidsadviseur Michael Flynn. Op 20 februari 2017 wees de Russische minister van Buitenlandse Zaken Sergej Lavrov het leasen van de Krim van Oekraïne af met de claim "wij kunnen niet lenen van onszelf".
Intussen vormt de band tussen mede-investeerder Donald Trump en bouwpastoor Felix Sater van het Trump SoHo-project een belangrijk aandachtspunt in het onderzoek van Speciale Aanklager Robert Mueller naar de vermeende connectie tussen het Trump-team en de Russische inmenging in de presidentsverkiezing van 2016.

## Strafzaken en medewerking met Justitie
In 1991 kreeg Sater ruzie met een handelaar in een bar in Midtown New York. Hij bracht de man met de bodem van een gebroken cocktailglas zware verwondingen toe in een wang, kaak en hals. Hij werd veroordeeld voor eerstegraads geweldpleging en zat als straf 15 maanden in hechtenis alvorens vrijgelaten te worden.
In 1998 werd hij veroordeeld wegens fraude verband houdend met een aandelenzwendel van $40 miljoen door de Russische maffia, waarbij zijn bedrijf White Rock Partners betrokken was. In ruil voor zijn schuldbekentenis en zijn medewerking als informant voor de FBI werd hij ontslagen van rechtsvervolging.
In 2009 werd hij alsnog veroordeeld tot een boete van $25.000, maar ontliep hij de gevangenis. Als gevolg van zijn medewerking werd Saters strafdossier voor 10 jaar verzegeld door Loretta Lynch, toenmalig Federaal Aanklager voor het oostelijk district van New York. Zij verklaarde dat Sater "cruciale informatie voor de nationale veiligheid en voor de veroordeling van meer dan twintig individuen, waaronder plegers van omvangrijke fraude naast leden van Cosa nostra had geleverd.
Volgens berichtgeving van de Financial Times in juli 2017 heeft Sater ingestemd met verlenen van medewerking aan justitieel onderzoek naar een internationaal netwerk voor het witwassen van criminele geldsommen, waarbij de Kazachse oud-minister Viktor Khrapunov betrokken zou zijn. Khrapunov, die nu in Zwitserland woont, wordt door de Kazachse regering beschuldigd van verduistering van miljoenen dollars en wordt gezocht door Interpol.

## Privé
Sater woont met zijn vrouw Viktoria in Port Washington, New York.
Hij is een actief lid van de Chabad van Port Washington. In 2010 en 2014 werd hij uitgeroepen tot hun "Man van het Jaar."